# Johann Sigismund Macquire von Inniskillen

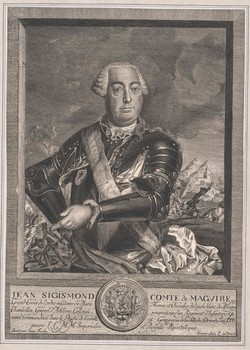
Johann Sigismund Macquire von Inniskillen

Graf Johann Sigismund Macquire von Inniskillen (* 1710 oder 1711 in Ballymacelligot, Grafschaft Kerry (Irland); † 21. Januar 1767 in Troppau) war ein Generalfeldzeugmeister irischer Herkunft in habsburgischen Diensten. Für die erfolgreiche Verteidigung von Dresden 1760 bekam er das Großkreuz des Militär-Maria-Theresien-Ordens. Zudem war er von 1751 bis 1763 Befehlshaber des Kaiserlichen Infanterieregiments No. 46 und von 1763 bis 1767 Befehlshaber des Kaiserlichen Infanterieregiments No. 35.

## Leben
Er entstammt der adeligen irischen Familie Maguire (irisch Mag Uidhir) aus Enniskillen, die sich an der irischen Rebellion von 1641 beteiligt hatte und enteignet wurde. Seine Eltern waren James McGuire und Cecelia McNamara Reagh. Einige der Familienmitglieder waren daraufhin auf den Kontinent ausgewandert, so zum Beispiel Philip Francis Maguire in französische Dienste. So ging auch Johann Sigismund früh in fremde Dienste.
Über seine frühe Karriere ist wenig bekannt, er soll um 1722 zur kaiserlichen Armee gekommen sein. 1729 ist er als Fähnrich in Temesvár nachweisbar. 1731 wurde er Hauptmann im Regiment O’Neillan und kämpfte im Polnischen Erbfolgekrieg, im Türkenkrieg. Er kam 1742 an die Militärgrenze. Während des Angriffs auf Genua am 6. September 1745 zeichnete er sich aus.
Im Jahr 1746 wurde er Oberst der neugegründeten Warasdiner Grenzmiliz. Diese baute er danach auch mit auf. Im Österreichischen Erbfolgekrieg kämpfte er im gleichen Jahr in Italien und konnte dort bei Pontremoli eine spanische Truppe mit ihrem Anführer gefangen nehmen. In der folgenden Schlacht bei Piacenza war er mit seiner Truppe so erfolgreich, dass er zum Generalmajor befördert wurde. Bei La Bocchetta eroberte er eine stark befestigte Redoute und trieb den Gegner bis Lavezzara zurück. Ende des Jahres wurde er mit 4000 Mann nach Draguignan beordert und blieb bis zum 24. Januar 1747 in der Gegend. Danach nahm eran der Belagerung von Genua teil, ohne aber dabei hervorzutreten. Nach dem Krieg war er Mitglied der Kommission, welche die Grenztruppen neu organisieren sollte.
Im Siebenjährigen Krieg wurde er am 28. August 1756 zum Feldmarschallleutnant ernannt und kämpfte 1756 bei Lobositz, Reichenberg und Prag. Nach der Niederlage bei Prag bekam er den Auftrag im Rücken des Feindes zu operieren. Als die Preußen nach der Niederlage in Kolin sich nach Sachsen zurückzogen, sollte er die Preußen von ihren Depots in Zittau fernhalten. Dies gelang zwar nicht, aber die abziehenden Preußen unter dem Prinzen Heinrich von Preußen verloren viel Material und eine große Zahl von Soldaten desertierten. Macquire konnte zudem das strategisch wichtige Gabel nach 36-stündiger Beschießung erobern. Im November 1757 kämpfte er in der Schlacht bei Breslau. Er drängte die Preußen bis nach Pilsnitz zurück. In der Schlacht von Leuthen wurde er verletzt. Im Jahr 1758 war er nur an den Operationen gegen die kleine Festung Sonnenstein, die nach drei Tagen kapitulierte, beteiligt. Im nachfolgenden Jahr 1759 leitete er die erfolgreiche Belagerung von Dresden. Als er von einem herannahenden Entsatzheer hörte, verzichtete er in den Verhandlungen mit dem preußischen Kommandanten auf die Kriegskasse der Preußen und gewährte den Abzug, noch bevor diese Information den preußischen Kommandanten erreichte. So kamen die Österreicher wieder in Besitz der Stadt. Macquire erhielt dafür das Großkreuz des Militär-Maria-Theresien-Ordens und wurde zum Feldzeugmeister und Kommandanten der Stadt ernannt. Als 1760 der preußische König Friedrich II. die Stadt belagerte, verteidigte er diese erfolgreich. Er blieb bis zum Ende des Krieges Kommandant von Dresden. Von Mai 1762 bis Mai 1763 war er kommandierender General der Reichsarmee in Sachsen und wurde danach auf die Festung Olmütz versetzt. Er starb 1767 auf seinem Gut in Troppau.

## Familie
Er war seit 1743 mit Elisabeth Louise verheiratet. Sie war eine geborene Gräfin Hardegg und seit 1742 verwitwete Freifrau von Livingstone.
Am 24. September 1763 heiratete er Maria Antonia von Blümegen (* 3. Juni 1742; † 1785), sie war die Tochter des Kanzlers Heinrich Kajetan von Blümegen. Beide Ehen blieben ohne Nachkommen. Nach dem Tod ihres Mannes heiratete die Witwe erneuert. Zunächst Johann Rudolph von Kolowrat-Liebstein († 15. Juli 1772) und dann ihren Onkel Johann Christoph Heinrich von Blümegen (* 1722).